# Shingetsu
Gli Shingetsu (in giapponese 新月? o anche 新●月, Luna nuova) sono un gruppo musicale giapponese, considerati tra i maggiori iniziatori del rock progressivo in Giappone.

## Storia del gruppo
Gli Shingetsu si formarono nel 1976, a opera di Makoto Kitayama (nato nel 1952, voce), Akira Hanamoto (tastiere) e Shizuo Suzuki (basso), provenienti dai Serenade, uno dei primi gruppi progressive giapponesi, di breve durata, con l'aggiunta di Haruhiko Tsuda (chitarra) e Naoya Takahashi (batteria).
Il gruppo ottenne un contratto con l'etichetta discografica Zen, sussidiaria della Victor, pubblicando nel 1979 l'album omonimo, considerato uno dei capisaldi del progressive sinfonico, ottenendo un buon riscontro di pubblico e critica. Kitayama venne definito "il Peter Gabriel giapponese", più per la teatralità delle esibizioni dal vivo che per una rassomiglianza della voce o del modo di cantare, che venne, comunque, molto apprezzato. Il gruppo si sciolse nel 1981, non prima di aver anche registrato un demo per il secondo album. Kitayama lasciò l'attività musicale, diventando un arrampicatore professionista, per poi tornare, dopo diversi anni, alla musica, pubblicando altri album, anche accompagnato dal suo nuovo gruppo, gli Shinjitsu.
Nel 2005, a seguito di un ritorno di interesse verso il gruppo, culminato nella pubblicazione di album dal vivo, con registrazioni effettuate prima dello scioglimento, e la riedizione in CD di Shingetsu da parte della Victor, il gruppo si riunì nuovamente per registrare il secondo album in studio, From A Distant Star, basato principalmente sul demo del 1981, che venne pubblicato, però, solo dopo dieci anni, dopo essere stato nuovamente editato dai soli Kitayama, Hanamoto e Tsuda. In quel periodo, Hanamoto e Tsuda, accompagnati da una nuova formazione, hanno ripreso l'attività dal vivo con il nome Shingetsu Project, pubblicando ulteriori album sia dal vivo che in studio, quest'ultimo anche con l'apporto di Kitayama.

## Discografia (comeShingetsu)

### Album in studio
- Shingetsu
- From A Distant Star

### Album dal vivo
- Akai Me No Kagami
- Shingetsu Live

### Raccolte e compilation
- Serenade & Shingetsu - Night Collector
- The Best Of Album Outtakes 1976-1981
- Out Of Outtakes 1979-1981
- The Whole Story Of Shingetsu 1976-1982 (box set, DVD)

dati da Discogs.